# Juan Antonio Navarrete
Juan Antonio Navarrete (Guama, Yaracuy, 11 de enero de 1749 - Píritu, 11 de septiembre de 1814) fue un fraile franciscano, bibliotecario, erudito y escritor venezolano.

## Biografía

### Primeros años
Navarrete nació en la Hacienda Tamanavare, cerca de Guama. Fue hijo de Agustín Gutiérrez de Navarrete, sevillano y Paula Borges Méndez, natural de Guama, hija de canarios. Tuvo cuatro hermanos: Francisco José, Agustín, José Gabriel y José Rafael.
De acuerdo con el reverendo Lino Gómez Canedo, Navarrete era oriundo de Yaracuy, aunque luego se mudaría a Caracas. En 1767, obtiene el Grado de Bachiller en Filosofía en la Universidad de Caracas. Navarrete vivió en las islas de La Española y Puerto Rico y fue lector en la Universidad de Santo Domingo y bibliotecario del Convento Franciscano de San Juan de Puerto Rico.

### Bibliotecario del Convento de San Francisco
En 1770 entra a la Orden Franciscana, y a partir de ese momento vivió en el Convento de San Francisco de Caracas, donde era ejercía de archivista y bibliotecario.

Según Antonio Corredor Aveledo, se trataba no solamente de un bibliotecario sino de un bibliófilo y en una carta del 22 de junio de 1804, escrita por fray Marcos Romero y destinada a fray Francisco Javier Cubillán, se describe a Navarrete de la siguiente forma:
Señor y Amadísimo Padre: hace muchos días que nuestro Padre Navarrete me suplica se conceda la celda que está contigua a la suya para abrirle puerta por dentro y agregarla a su habitación, a causa de que la que por ahora goza es muy reducida y no le caben los libros, cama y demás muebles necesarios para su uso, sin estar unos encima de otros.

### Participación en la gesta independentista y muerte
Navarrete estuvo comprometido con la independencia de Venezuela. Hace referencia en sus obras a la invasión de Francisco de Miranda de 1806; la reunión del 2 de marzo de 1811 y la Declaración de Independencia. Navarrete fue mencionado en documentos gubernamentales como un sacerdote en el cual Supremo Gobierno podía confiar. De igual manera, se sabe que Navarrete fue capellán del ejército de Miranda en su lucha contra Monteverde.
Navarrete dejó Caracas en el contexto de la gran Emigración a Oriente, un episodio de la guerra de independencia de Venezuela en el que los patriotas venezolanos tuvieron que de Caracas, hacia el oriente del país cuando la gesta enmacipadora de Simón Bolívar comenzaba a perder fuerza a raíz de una serie de derrotas sufridas por el ejército independentista ante las fuerzas realistas incluida la de la Segunda Batalla de La Puerta el 15 de junio de 1814.
Según el presbítero Lino Gómez Cañedo, en su documento titulado Libro en que se asientan los Nombres de los Religiosos difuntos, existente en el Archivo General de la Nación, fray Juan Antonio Navarrete murió el 11 de septiembre de 1814 en el Colegio de Guayana, pequeño hospicio de los misioneros franciscanos en Píritu, base de sus misiones en la región del Orinoco y dependiente del Colegio de Barcelona, existente en la Nueva Barcelona.

## Trayectoria literaria

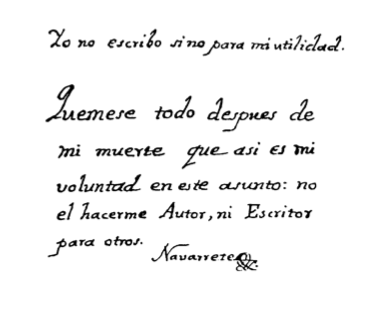
Fragmento de Arca de letras y Teatro universal, de fray Juan Antonio Navarrete.

Fray Navarrete fue un escritor sumamente prolífico. De su autoría se han conservado, sin embargo solo tres obras, la Novena de Santa Efigenia,  el Cursus Philosophicus Iuxtamiram y el Arca de letras y Teatro universal.
Su Arca de letras y Teatro universal fue escrita entre finales del siglo XVIII y principios del XIX. La Biblioteca Nacional de Venezuela data el manuscrito de 1783, sin embargo, por las menciones al proceso de independencia de Venezuela, sabemos estuvo escribiendo el manuscrito hasta al menos 1813.
Se trata de una obra monumental, con una estructura sumamente compleja, con múltiples anotaciones y referencias a otras obras de su autoría. La misma es de alguna forma una enciclopedia o diccionario que compila mucho del saber existente por esa época. En esta obra Navarrete conjuga con gran habilidad erudición y lexicografía. Su técnica lexicográfica, se expresa en las numerosas anotaciones donde brinda ayuda para poder interpretar la obra, producto de una profunda investigación y meditación.
En una época en que la Inquisición ejercía su poder, Navarrete hace notar que "yo no escribo sino para mi utilidad"  y "yo no escribo para otros, si no apuntes para mi", de forma de asentar lo inocuo de su tarea. Navarrete se manifiesta partidario de la independencia, y de una Universidad abierta al saber.

## Obra

### Obras conservadas
- Arca de letras y Teatro universal, manuscrito de 1783, publicación entera de 1993
- Cursus Philosophicus Iuxtamiram, manuscrito de 1764, inédito
- Novena de Santa Efigenia, fecha de manuscrito desconocida, publicación de 1851

### Obras perdidas, mencionadas en elArca de letras
Según la reconstrucción hecha a partir del Arca de letras hecha por Blas Bruni Celli de la Academia Nacional de la Historia de Venezuela, sabemos que Navarrete escribió los siguientes títulos:
- Anatomía Sagrada: Libro de al menos 280 folios, en forma de diccionario.
- Aquila Grandis: Libro de al menos 298 folios, en forma de diccionario, pero sin orden alfabético.
- Cantares: También titulado Cantares, Cantares de Salomón, Exposición a los Cantares de Salomón y Secretos del Esposo y la Esposa, escrito en verso castellano. En este texto relata, entre otras cosas, como el Saltus Libani es uno de los huertos y jardines notables de las Historias Sagradas.
- Cœlestis Radius: También titulado Radius Cœlestis Theatro Poético o Teatro Poético Cœlestis Radius. En este texto, habla entre otras cosas de la poesía Anacreóntica y de la vida del mártir San Esteban.
- Diario y Directorio municipal: Definido por Navarrete como "para toda la Provincia, para el gobierno y dirección de todas las ocurrencias de todo el año, así mensuales como sueltas en todos los asuntos. Dicho Diario y Directorio Municipal debe tenerlo prae manibus todo guardián, pues se hizo para su fácil y acertado gobierno".
- Electrum Sacrum
- Estrella del Norte, Guía de Escolásticos
- Fœderis Arca
- Guía y Llave para la Obra de Bossuet: Sobre la obra del obispo francés Jacques-Bénigne Bossuet.
- Indice para la Historia de España por Mariana: sobre la Historia de rebus Hispaniae del jesuita Juan de Mariana.
- Libro Guardianal para Prelados: Escrito por Navarrete para el Convento de Caracas y gobierno de sus prelados.
- Llave Magistral: Libro al menos 439 folios, escritos por ambas caras, por lo tanto de mayores dimensiones que el Arca de letras. En forma de diccionario.
- Margarita Canónica: Libro de al menos 212 folios, en forma de diccionario.
- Nova Aquila: Libro de al menos 299 folios, en forma de diccionario.
- Nova Aquila Grandis: Libro de al menos 210 folios, en forma de diccionario.
- Novena para la Advocación de la Misericordia de María Santísima
- Púlpito Ilustrado
- Repertorio Gacetero
- Repertorio General
- Sermón de Puerto Rico
- Sermón del Socorro de la Santísima Virgen
- Sol más Luciente
- Tabulario magno: Libro de al menos 81 folios, en forma de tablas, en las cuales resumía o exponía esquemáticamente asuntos muy variados, enumerados con números romanos. Se tratan temas como el Concilio Basiliense, la geografía de Europa, la fundación de la provincia franciscana de Caracas. También hay catálogos de los padres y escritores latinos y griegos, de los doctores de la Iglesia, o de los emperadores de Oriente y Occidente.
- Teatro figural
- Urna Scholastica: Libro de al menos 331 folios, en forma de diccionario. Es la obra todavía figuraba en el Catálogo de la Biblioteca Nacional en 1875 y Juan David García Bacca, Blas Bruni Celli y José Antonio Calcaño la mencionan como robada y en manos de algún coleccionista.[2]